# Jo Jo
Jo Jo é o segundo single do terceiro mini-álbum da boy band sul-coreana Shinee, 2009, Year of Us. Foi escrita por Kenzie. A canção foi lançado digitalmente em 5 de dezembro de 2009, como segundo single promocional do álbum, depois de "Ring Ding Dong".

## Promoção
Shinee cantou a música ao vivo  pela primeira vez no Music Bank em 11 de dezembro de 2009. "Jo Jo" mais tarde passou a ser apresentada em sua primeira turnê na asiática, primeira turnê japonesa e sua segunda turnê asiática.

## Desempenho nas paradas
| Gráfico             | Melhores posições |
| ------------------- | ----------------- |
| Gaon Weekly singles | 16                |

## Histórico de lançamento
| Country       | Date                  | Notes                                              |
| ------------- | --------------------- | -------------------------------------------------- |
| Coreia do Sul | 22 de outubro de 2009 | Versões físicas e digitais como uma faixa do álbum |
| Coreia do Sul | 5 de dezembro de 2009 | Lançamento digital como um single promocional      |
| Japão         | 20 de janeiro de 2010 | Versões físicas e digitais como uma faixa do álbum |